# Acetato di isoamile
L'acetato di isoamile è un composto organico estere dell'acido acetico e del 3-metil-1-butanolo. È un liquido incolore, poco solubile in acqua, molto solubile nella maggior parte dei solventi organici.
L'acetato di isoamile ha un forte odore di banana e viene utilizzato per aromatizzare gli alimenti. È prodotto sinteticamente o naturalmente dalla pianta di banane. Viene inoltre rilasciato dai pungiglioni delle api come feromone per attirare altre api.

## Produzione
L'acetato di isoamile viene preparato mediante la reazione catalizzata dall'acido (esterificazione di Fischer) tra alcool isoamilico e acido acetico glaciale, come mostrato nell'equazione di reazione di seguito. Tipicamente, viene utilizzato l'acido solforico come catalizzatore. In alternativa, come catalizzatore può essere usato acido p-toluensolfonico o una resina a scambio ionico acido

## Applicazioni
L'acetato di isoamile è usato per conferire sapore di banana negli alimenti. L'olio di banana si riferisce comunemente a una soluzione di acetato di isoamile in etanolo che viene utilizzato come aroma artificiale.
Viene anche usato come solvente per alcune vernici e lacche alla nitrocellulosa. Come solvente e trasportatore di materiali come la nitrocellulosa, è stato ampiamente utilizzato nell'industria aeronautica per irrigidire e impermeabilizzare le superfici di volo del tessuto, dove esso e i suoi derivati erano generalmente conosciuti come vernice tenditela. Ora che la maggior parte degli aeromobili è interamente in metallo, tale uso è ora per lo più limitato a riproduzioni storicamente accurate e modelli in scala.
A causa del suo odore intenso e gradevole e della sua bassa tossicità, isoamil acetato viene utilizzato per testare l'efficacia di respiratori o maschere antigas.